# Фази Венери

Фази Венери, видимі із Землі

Фазами Венери називаються різні зміни освітлення, спостережувані на поверхні планети, аналогічно фазам Місяця. Перші записи про спостереження фаз Венери зробив Галілео Галілей у 1610 році. Венеру багато разів спостерігали неозброєним оком, але до винаходу телескопа не було безперечних історичних свідчень про спостереження її фаз.

## Спостереження
Фази Венери змінюються внаслідок її обертання навколо Сонця всередині земної орбіти, даючи можливість спостерігачеві з телескопом бачити послідовну зміну освітлення, схожу на зміну фаз Місяця. Венера в повній фазі перебуває за Сонцем. Венера в четвертій фазі знаходиться в максимальній елонгації, рівній 47,8°. Венера має вигляд тонкого серпа коли вона знаходиться близько до прямої, що сполучає Сонце і Землю. Планета має атмосферу, тому в телескопі буде завжди видно гало заломленого світла в атмосфері навколо планети.
Повний цикл від «нової» Венери через «повну» і знову до «нової» триває 584 доби (час, необхідний Венері, щоб обігнати Землю на один оборот). Спостережуваний кутовий розмір планети змінюється разом з фазою, і дорівнює від 9.9" кутових секунд у повній фазі до 68" кутових секунд у нижньому сполученні.
Венера досягає максимуму свого сяйва (зоряна величина = -4.5m) у двох точках своєї орбіти, віддалених від Землі на 68 млн км, або 0,454 а. о., що відповідає елонгації 41,3°, і дає оптимальне поєднання відстані і фази (освітлено 28 % диску) для максимальної видимої зоряної величини.

## Історія
Перші достовірно відомі спостереження повної зміни фаз Венери виконав Галілео Галілей у кінці 1610 року, хоча вони й не були опубліковані до 1613 року. Використовуючи телескоп, Галілей зміг спостерігати Венеру, що проходить послідовно через усі фази, що, на той час, виключала система Птолемея. Отримані спостереження відповідали системі Коперника та деяким іншим системам.